# Santiago Marco i Urrútia
Santiago Marco i Urrútia (Tarragona, 1885-Barcelona, 1949) fou un decorador, esmaltador i teòric català.
D'adolescent va marxar a viure a Barcelona, on va aprendre l'ofici de l'esmalt sobre vidre de mans d'Agustí Rigalt. Després d'un viatge a Mèxic per motius personals, on assistí a l'Escola Nacional de Belles Arts, on estudià amb Antoni Fabrés, i treballà al taller del nord-americà Mr. Wenwoor, on treballà en alguna vidriera esmaltada. Tornat a instal·lar a Barcelona el 1908, on es va dedicar al disseny de mobles, esmalts i decoració d'interiors en general. Inicialment treballant a l'estudi de Francesc Vidal. Cap al 1920 creà estudi propi.
Santiago Marco va dirigí les obres d'adaptació i decoració del Parlament de Catalunya, coordinades pel conseller de Governació, Josep Tarradellas i inaugurades el desembre de 1932.
Fou president del Foment de les Arts i el Disseny entre 1922 i 1949.